# راسوت (شهرستان ملئوزوفسکی، باشقیرستان)
راسوت (انگلیسی: Rassvet, Meleuzovsky District, Republic of Bashkortostan) یک شهرک در شهرستان ملئوزوفسکی استان باشقیرستان کشور روسیه است.